# Кукуйш
Кукуйш (рум. Cucuiș) — село у повіті Хунедоара в Румунії. Входить до складу комуни Беріу.
Село розташоване на відстані 266 км на північний захід від Бухареста, 30 км на південний схід від Деви, 114 км на південь від Клуж-Напоки.

## Населення
За даними перепису населення 2002 року у селі проживали 174 особи, усі — румуни. Усі жителі села рідною мовою назвали румунську.